# Massaker von Bergiola Foscalina

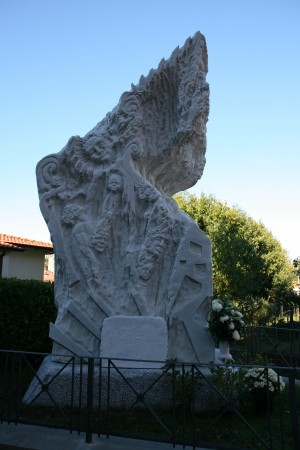
Monument aus Carrara-Marmor, das in Bergiola Foscalina an das Massaker erinnert

Das Massaker von Bergiola Foscalina fand in einem Ortsteil von Carrara in der italienischen Provinz Massa-Carrara in der Toskana am 16. September 1944 statt. Diesem Massaker fielen 61 Menschen zum Opfer, darunter 24 Kinder, 28 Frauen und 9 Männer, in anderen Quellen werden 71 bzw. 72 ermordete Menschen genannt.

## Vorgeschichte
Die Gegend um Carrara hatte für die deutschen Militärs eine besondere strategische Bedeutung und war Teil des westlichen Abschnittes der sogenannten Gotenstellung. Letztere bildete eine in die Tiefe gestaffelte Verteidigungslinie, die aus mehreren nicht durchgehenden Abwehrstellungen bestand und die Italienische Halbinsel von der Versilia am Tyrrhenischen Meer bis nach Pesaro an der Adria durchzog. Mit dem Bau dieser Linie wurde bereits im Herbst 1943 nach dem Waffenstillstand von Cassibile begonnen und der Ausbau unter dem Kommando von General Gustav-Adolf von Zangen ab Anfang 1944 wesentlich beschleunigt. Der Mangel an Arbeitskräften und die schwierigen Geländeverhältnisse sorgten dennoch für Verzögerungen. Zunehmend stellten aber auch Sabotageakte durch Partisanen ernsthafte Sicherheitsprobleme dar, denen man zu begegnen versuchte.
Entlang der Gotenstellung wurden zahlreiche Kriegsverbrechen an Zivilisten durch deutsche und italienische Truppen des faschistischen Marionettenstaates der Repubblica Sociale Italiana (RSI) verübt, die eng mit der Bedeutung dieser Verteidigungslinie zusammenhingen. So waren die beiden italienischen Regionen Toskana und Emilia-Romagna, durch die die Stellungen führten, die beiden italienischen Regionen, die die meisten Opfer von Kriegsverbrechen in Italien zu beklagen hatten. Von den 15 Massakern mit mehr als 100 Opfern, die während des Zweiten Weltkrieges in Italien zu verzeichnen waren, spielten sich fünf in der näheren Umgebung der Gotenstellung ab. Insbesondere nachdem die Alliierten ab Ende August 1944 begannen, die Gotenstellung anzugreifen, kam es auch zu einer Eskalation der Gewalt gegen die einheimische Bevölkerung, die von den Deutschen als potentielle Kollaborateure der Partisanen angesehen wurden. Einige Historiker gehen sogar so weit, zu behaupten, dass um die Kontrolle dieses strategisch wichtigen Gebietes ein richtiger Krieg gegen Zivilisten geführt wurde.
Seit Anfang September 1944 begannen die Vorbereitungen für einen Rückzug der deutschen Streitkräfte entlang der Gotenstellung. Damit verbunden war eine verstärkte Tätigkeit von Partisanen, die sich angesichts der bevorstehenden Befreiung durch US-Streitkräfte gestärkt sahen. Die Partisanenüberfälle stiegen in der Mitte September stark an und die SS reagierte mit zahlreichen Massenerschießungen.

## Massaker
Als am Nachmittag des 16. September 1944 ein deutscher Soldat der Aufklärungsabteilung der 16. SS-Panzergrenadier-Division „Reichsführer SS“ in der Nähe des Weilers La Foce erschossen wurde, nahm die deutsche Besatzung an, dass der Schütze aus Bergiola Foscalina stammte. Der erschossene Soldat diente im Infanteriegeschützzug der 5. Aufklärungseinheit der 16. SS-Panzergrenadier-Division. Etwa zwei Stunden nach dem Vorfall, trieb die SS-Einheit, die dem SS-Sturmbannführer Walter Reder unterstand, gemeinsam mit der italienischen 40. Schwarzen Brigade “Vittorio Ricciarelli” aus Livorno unter dem Kommando von Oberst Guido Ludovici, 30 Einwohner in der Schule im Ort zusammen, bevor sie das Gebäude anzündeten und auf die Opfer mit Maschinengewehren schossen. Da die Männer des Orts annahmen, dass sie die Ziele von Vergeltungsmaßnahmen werden, flüchteten sie nach dem ersten Schuss in die nahe gelegenen Berge der Apuanischen Alpen. Zahlreiche weitere Einwohner wurden ebenso ermordet, als sie in ihren Häusern eingeschlossen und diese angezündet wurden. Partisanen im Gebiet von Carrara wurden über den Vorgang informiert. Doch als diese etwa eine Stunde nach dem Massaker in Bergiola Foscalina eintrafen, waren die Täter bereits abgezogen und sie konnten lediglich noch Verletzten helfen, Brände löschen und Ermordete bergen.
Der in diesem Ort wohnende Vincenzo Giudice, ein Offizier der Guardia di Finanza, wurde mit den Geiseln, seiner Frau und Tochter erschossen, nachdem er angeboten hatte, ihn, anstatt der Geiseln zu erschießen. Er wurde posthum mit der Goldenen Tapferkeitsmedaille Italiens ausgezeichnet.

## Gedenken

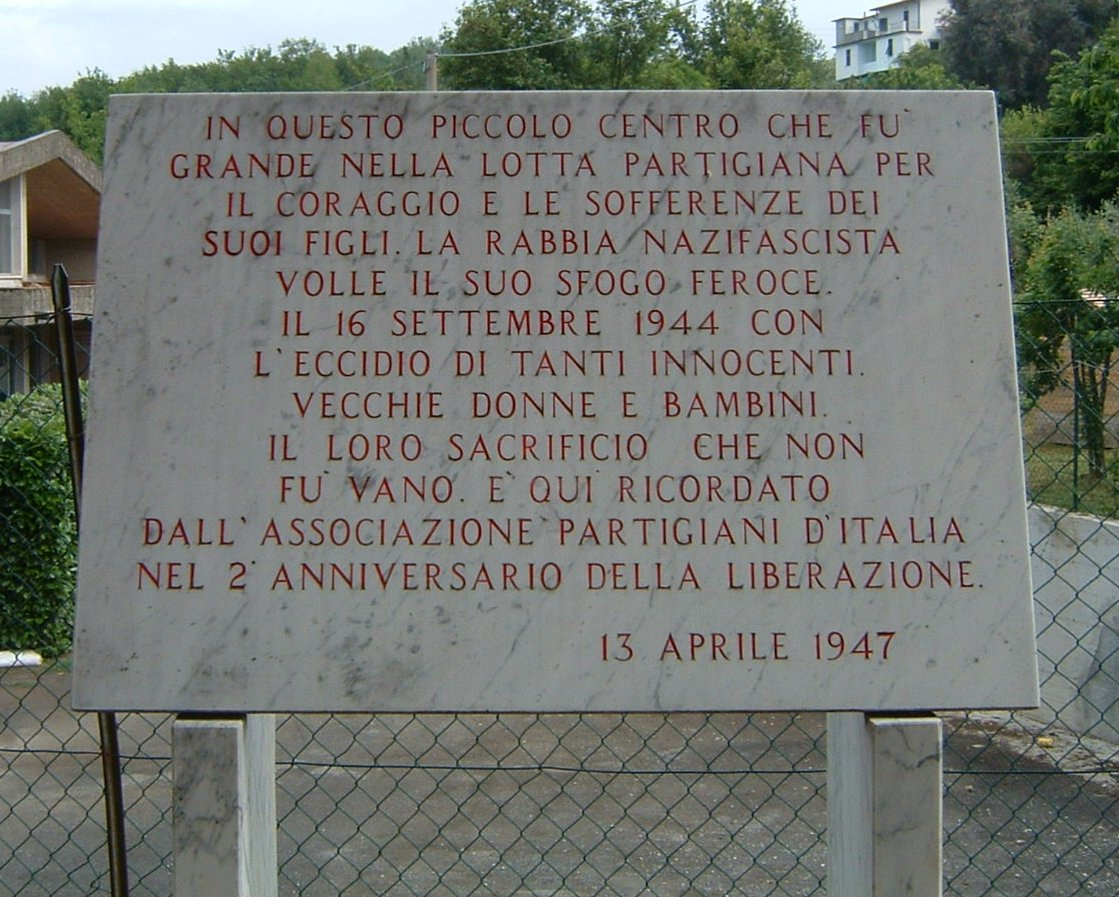
Gedenktafel an der Schule von Bergiola Foscalina

Es gibt mehrere Denkmale aus Carrara-Marmor, die an das Massaker erinnern: ein Denkmal für die Ermordeten, eine Gedenktafel an der Schule und ein weiteres Denkmal für Vincenzo Giudice. Ferner gibt es in dem Weiler La Foce ein weiteres marmornes Denkmal, das 10 Jahre nach dem Massaker aufgestellt wurde.